# Туре, Амината
Амината Туре (фр. Aminata Touré; род. 12 октября 1962, Дакар, Сенегал) — сенегальская женщина-политик, премьер-министр Сенегала с 1 сентября 2013 по 4 июля 2014 года.

## Биография
Амината Туре родилась 12 октября 1962 года в столице Сенегала Дакаре. При президенте Маки Сале в 2012 году вошла в правительство Абдулы Мбайе в качестве министра юстиции. Президент Сенегала Маки Саль 1 сентября 2013 года вместо Абдулы Мбайе назначил новым премьер-министром страны Аминату Туре. Через два дня она сформировала новое правительство.
4 июля 2014 года президент Сенегала Маки Саль отправил в отставку премьер-министра Аминату Туре, после того как правящая партия потерпела поражение на выборах в городские муниципалитеты. В президентской канцелярии и в окружении Туре отмечают, что Саль сам попросил её покинуть пост, а по словам экспертов, население неодобрительно отзывалось об экономической политике правительства Туре.

## Факты
- Амината Туре вторая после Маме Бойе женщина в истории Сенегала, возглавляющая правительство страны.